# Union sportive Colomiers football
Maillots
Actualités
L'Union sportive de Colomiers Football, couramment abrégée en US Colomiers ou USC, est un club de football français basé à Colomiers, en Haute-Garonne. Il dépend de l'association omnisports US Colomiers, connue notamment pour son équipe de rugby professionnel : Colomiers rugby. Le premier club de rugby, fondé en 1915, disparaît en 1928 et laisse un vide certain; ainsi, en 1932 est refondée une association sportive, centrée cette fois-ci autour d'une équipe de football.
L'équipe, qui évolue dans un premier temps au sein des championnats de la Ligue de Midi-Pyrénées de football, atteint la Division d'Honneur pour la première fois en 1968 et en devient pensionnaire régulier à partir de 1984. 
Une deuxième place obtenue en 2007 permet au club d'accéder au CFA 2, promotion directement suivie par une seconde, en CFA, où l'équipe se pérennise. 
En 2013, vainqueur du groupe C, l'équipe est promue en National, qu'elle quitte en 2015 après une rétrogradation administrative.
L'US Colomiers Football, joue à domicile au stade d'honneur René Lupuis, et depuis le 20 septembre 2013 au complexe sportif Capitany, les divisions sont renommés à la fin de la saison 2016-2017 l'USC évolue donc en National 2 (ex-CFA) pour la saison 2017-2018. Après une saison difficile en National 2, le club redescend et joue la saison 2022-2023 en National 3 en terminant huitième.
La tribune du terrain d'Honneur René Lupis est nommée Tribune Jean Arnaud en 2022 à l'occasion des 90 ans du club pour célébrer l'éducateur et dirigeant très investis dans le club.
Le club est présidé par Florian AÏT-ALI et entraîné par Patrice Maurel.

## Histoire

### Débuts du club (1932-1967)
L'US Colomiers football a été enregistrée à la préfecture de la Haute-Garonne le 27 octobre 1932. Les présidents successifs ont développé ce club avec l'appui de la mairie et de sponsors privés. Parmi eux, Aragon, Touzelet, Vernhes, Turraud, Dufour, Sacrispeyre ou Ahmed Aït Ali.

### Une première apparition en DH (1968-1984)
De 1967 à 1971, l'US Colomiers évolue sans discontinuer en Division d'Honneur du Midi. En 1968, pour sa première saison, l'équipe termine quatrième sur douze équipes, dans un groupe dominé par l'US Albi. La saison 1968-1969 voit le club décrocher la deuxième place derrière le Stade ruthénois,. La saison suivante, l'USC termine toutefois en milieu de classement et à l'issue de la saison 1970-1971, dernière avec seulement trois victoires en 22 matchs, l'US Colomiers est reléguée en division inférieure.

### Pérennisation en Division d'Honneur (1984-2007)
À l'issue de la saison 1998-1999, l'US Colomiers est promue en Division d'Honneur Régionale.

### Découverte des championnats nationaux (depuis 2007)
Après plus de 20 ans passé en Division Honneur, l'US Colomiers équipe sénior 1 accède en CFA 2 en début de saison 2007. L'équipe 1 est parvenue en 64èmes de finale de la Coupe de France le 15 décembre 2007 et a été éliminée par le SC Bastia, club de ligue 2 entraîné par Bernard Casoni, sur le plus petit score 1 à 0. L'équipe a fini 3e du groupe E. Pour la saison 2007-2008, le club, formateur et recruteur, engage 19 équipes dont 3 en championnat national : les seniors, les 19 ans et les 17 ans.
Elle a profité de l'impossibilité du leader niortais à monter pour faire partie des "meilleurs seconds" de CFA 2 et accéder en CFA groupe C (sud-ouest) pour la saison 2008-2009. Elle a assuré le maintien en finissant à la 11e place. Depuis le club assure de belles saisons en CFA en misant sur la formation et l'appui de talents extérieurs. Alors que la fin de la saison 2012-2013 est imminente, le club de Haute-Garonne est leader du Groupe C de CFA, et en bonne position pour rejoindre le championnat National. C'est finalement chose faite le 4 mai 2013, après sa victoire sur Pau. Le club redescend l'année suivante mais est repêché à la suite de l'annonce de l'USJA Carquefou de ne pas repartir en National. Mais il descend la saison suivante en CFA.

## Palmarès

### Titres et trophées
Le tableau suivant liste le palmarès du club dans les principales compétitions officielles auxquelles il participe. 
| Compétitions nationales                                           | Compétitions régionales                                        |
| ----------------------------------------------------------------- | -------------------------------------------------------------- |
| - Championnat de France amateur (D4) - Vainqueur de groupe : 2013 | - Division d'Honneur Midi-Pyrénées - Deuxième en 1969 et 2007. |

### Parcours en Coupe de France
En 2010-2011, l'US Colomiers atteint le 8e tour de la compétition et est éliminée aux tirs-au-but par l'ÉFC Fréjus Saint-Raphaël.

## Identité

### Logos

Logo jusqu'en mai 2019.
Logo depuis mai 2019.

## Personnalités du club

### Anciens joueurs
- Dominique Arribagé
- Patrice Maurel
- Aurélien Mazel
- Jordan Adéoti
- Saïd Benrahma

### Entraîneurs
- 1962-1969 : Jean Thomas
- 1970-1972 : André Frey
- 1976-1980 : M. Authié puis M. Cauvacis
- 1994-1996 : Ahmed Aït-Ali[8].
- 2000-2004 :  Jean-Pierre Filiol
- 2003-2007 : Jean-Christophe Debu
- 2007-2011 : Frédéric Pons
- 2011-2014 :  William Prunier
- 2014-2015 :  Dominique Veilex
- 2015-2023 : Patrice Maurel
- 2023- : Yannick Blanchard

### Présidents
- 1934-1937 : Eloi Julia
- 1937-1941 : Bertrand Andrézieux
- Octobre 1941-Juin 1942 : Commandant Thibaudau
- 1942-1950 : Eloi Julia
- 1951-Juin 1960 : Bertrand Andrézieux
- 1960-1962 : Roger Aragon
- 1962-1969 : Pierre Redonnet
- 1969-1970 : M. Messal
- 1970-1976 : M. Legueaques puis M. Seguy
- 1976-1981 : Jean-Michel Touzelet
- 1981-1991 : Michel Turraud
- 1991-1993 : Michel Lioger
- 1993-2004 : Alain Dufour
- 2004-2009 : Patrick Sacrispeyre
- 2009-2014 : Ahmed Aït-Ali
- 2014-2016 : Jean-Jacques Mars
- 2016-2022 : Patrick Delacroix
- depuis début 2022 : Florian Aït-Ali

## Structures du club

### Structures sportives
Les matchs se déroulent au stade d'honneur René Lupuis au complexe sportif Capitany le stade comporte
1 500 places. 
Le club peut aussi utiliser le stade Michel-Bendichou de 11 000 places du club de rugby de la ville.
Le club utilise le complexe Capitany, importante infrastructure qui a été totalement rénovée et inaugurée en 2014.

### Association omnisports
L'Union sportive Colomiers football s'inscrit dans un club omnisports important : US Colomiers. Ce club est notamment connu pour sa section rugby à XV, Colomiers Rugby, en outre vainqueur du Challenge européen en 1998.
En 2016, le club de football se dote d'une section futsal et créé une section Féminine.

### Supporteurs et affluences
En 2014, il n'existe pas de groupe de supporteurs consacré à l'US Colomiers, et l'accueil et la buvette sont gérés par des bénévoles du club.